# Коронавірус людини OC43
Коронавірус людини OC43 (HCoV-OC43) — представник роду Betacoronavirus 1, що інфікує людей та велику рогату худобу. Він являє собою оболонковий одноланцюговий вірус, який проникає в клітину-господаря за допомогою зв'язування з рецептором N-ацетил-9-O-ацетилнейрамінової кислоти. OC43 є одним із сімох коронавірусів, здатних заражати людей. Це один зі збудників звичайної застуди і, можливо, саме він викликав пандемію 1889—1890 років. Як і інші бетакоронавіруси підроду Embecovirus, він має додатковий коротший пепломер, який називається гемаглютинінестераза.

## Вірусологія
Ідентифіковано чотири генотипи HCoV-OC43, позначені латинськими літерами від A до D. Генотип D, швидше за все, виник у результаті генетичної рекомбінації. За допомогою повного секвенування геному генотипів C і D та бутскан-аналізу у поколінні генотипу D було виявлено сліди події рекомбінації між генотипами B і C. З 29 ідентифікованих варіантів вірусу до більш давнього генотипу A не належить жоден. Аналіз за методом молекулярного годинника з використанням генів шипа та нуклеокапсиду відстежив останнього загального предка всіх генотипів до 1950-х років. Генотип B датується 1990-ми роками, генотип C — кінцем 1990-х і початком 2000-х років, рекомбінантні варіанти генотипу D — не раніше ніж 2004 роком.
Порівняння HCoV-OC43 з найбільш близьким штамом Бетакоронавірусу 1 — коронавірусом великої рогатої худоби BCoV — показало, що вони мали останнього спільного предка в кінці XIX століття. За допомогою кількох методів було встановлено найбільш вірогідний час виникнення — приблизно 1890 рік, через що автори припускають, що саме проникнення першого штаму в людську популяцію могло насправді спричинити пандемію 1889—1890 років, причиною до цього часу вважався грип. Пандемія коронавірусної хвороби 2019 надала додаткові докази цього зв'язку, оскільки симптоми, що спостерігалися під час пандемії 1889—1890 років, були ближчими до симптомів COVID-19 (інфекція, викликана бетакоронавірусом SARS-CoV-2), ніж до грипу.
У серпні 2021 року Гаральд Брюссов, швейцарський мікробіолог і редактор часопису Microbial Biotechnology, назвав докази того, що саме OC43 спричинив спалах 1889—1890 років, «непрямими і слабкими», які є швидше «припущенням», проте епідемію 1889 року він вважає найкращим історичним джерелом для прогнозів подальшого поширення COVID-19 через «подібність клініко-епідеміологічних характеристик».
Походження HCoV-OC43 невідоме, але вважається, що він міг виникнути у гризунів, а потім перейти до людини через велику рогату худобу як проміжного носія.

## Патогенез
Як і HCoV-229E з роду Alphacoronavirus, HCoV-OC43 є одним із вірусів, які спричиняють застуду. Обидва віруси можуть викликати важкі інфекції нижніх дихальних шляхів, в тому числі пневмонію у немовлят, літніх людей та людей з ослабленим імунітетом (наприклад, тих, хто проходить хімієтерапію або хворіє на ВІЛ/СНІД.
Можливо, HCoV-OC43 справді був тим патогеном, що спричинив пандемію 1889—1890 років, яка нагадувала пандемію COVID-19. Слід зазначити, що випадки важкого перебігу хвороби були набагато більш поширеними, а смертність — значно вищою в популяціях, які раніше не були заражені.

## Епідеміологія
Коронавіруси поширені в усьому світі. Вони викликають 10–15 % випадків звичайної застуди (найчастішим збудником застуди є риновірус, який виявляють у 30–50 % хворих) Ці інфекції мають сезонний характер: більшість випадків трапляються в помірному кліматі узимку, у теплому — влітку та навесні.